# Боровина Вукашинић
Боровина Вукашинић је био српски кнез оснивач властелинске породице Боровинић која је имала своје посједе у источним дјеловима краљевине Босне.
Ова властелинска породица потиче из источне Босне из Земље Павловића. По тумачењима историчара они, Боровинићи су рођаци са Павловићима, док је Павао Анђелић сматрао да су Боровинићи припадали братству Павловића.
Боровина се помиње само једном и то у повељи из 1403. године, из које се сазнаје да је заробљен од стране Турака. Вјерује се да је учествовао у Косовском боју 1389. године под заповједништвом војводе Влатка Вуковића, гдје је заробљен са још једним дјелом властеле.
После Косовске битке краљ се Стефан Твртко распитује о заробљеној властели, те 1390. године даје фирентинцу Тадеју Јакубу дукате да се распита о заробљеној властели по Турској. Следећа опсежна акција у проналаску заробљеника покренута је почетком 15. вијека, одмах после битке код Ангоре. Прочуло се да је властела заробљена на Косову 1389. године, побјегла у Константинопољ. Тако су Дубровчани послали Милоша Милишевића фебруара 1403. године млетачком галијом до Константинопоља. Он је требало да се распита о поменутој властели, те да дође у контакт са њима ако је то могуће. На крају налога налазио се списак најважније властеле, на коме се на првом мјесту налазило име Боровина Вукашинић.